# آکسفورد (آیداهو)
آکسفورد (به انگلیسی: Oxford) شهری در شهرستان فرانکلین ایالت آیداهو است که جمعیت آن در سرشماری سال ۲۰۱۰ میلادی ۴۸ نفر بوده است.